# Stabiler Deutscher
Stabiler Deutscher ist ein Lied des deutschen Rappers Fler; es erschien auf dessen Album Neue Deutsche Welle 2 und wurde 2014 veröffentlicht.

## Inhalt
Der Liedtext handelt von den Lebensumständen deutscher Minderheiten in einem größtenteils von Immigranten bewohnten Stadtbezirk, was Fler selbst erlebt hatte. Fler spielt im Text auf das Verweigern des Singens der Nationalhymne von Spielern der deutschen Fußballnationalmannschaft an; der Fußballspieler Mesut Özil wird dabei als Beispiel verwendet. Zudem spricht Fler sich im Text gegen Rassismus aus („Egal ob schwarz oder weiß. Wie du mir, so ich dir“).
Die Zeile „Stress ohne Grund liegt in meiner Natur“ spielt darauf an, dass der Refrain des 2013 erschienenen Liedes Stress ohne Grund von Bushido und Shindy, auf 2002 gerappten Textzeilen von Fler basiert. Im Lied werden Cristiano Ronaldo, Heino und Karl Lagerfeld erwähnt; zudem spielt Fler auf seine 2008 veröffentlichte Single Deutscha Bad Boy an.

## Entstehung
In einem Interview mit der Bild äußerte Fler: „Ich wollte immer die Anerkennung meiner ausländischen Freunde. Du musst dich als Deutscher profilieren, um den Respekt, die Anerkennung zu bekommen […] Denn mittlerweile ist es so, dass Du Dich als Deutscher integrieren musst und nicht umgekehrt – besonders auf der Straße.“
Produzent und verantwortlich für die musikalische Untermalung war Iad Aslan.

## Veröffentlichung
Am 4. April 2014 erschien Stabiler Deutscher als Download-Single bei iTunes, Amazon und im Google Play Store. Das offizielle Musikvideo war bereits am 24. März 2014 auf YouTube sowie auf der Website der Bild-Zeitung veröffentlicht worden.
Titelliste der Download-Single:
| # | Titel                             | Produzent | Länge |
| - | --------------------------------- | --------- | ----- |
| 1 | Stabiler Deutscher                | Iad Aslan | 3:26  |
| 2 | Stabiler Deutscher (Instrumental) | Iad Aslan | 3:26  |

## Musikvideo
Das Musikvideo (Länge: 3:28 Minuten) spielt größtenteils auf einem Bolzplatz und in einem Parkhaus. Es handelt von einem Jungen, der mit teuren Fußballschuhen trainiert. Später wird ihm von drei Jugendlichen aufgelauert; sie verprügeln ihn und stehlen seine Fußballschuhe. Der Junge trainiert weiter. Später spielt er im Straßenfußball gegen die Jugendlichen, die ihn beklaut hatten und liefert ein gutes Spiel ab. Aus Respekt bekommt er am Ende des Videos seine Fußballschuhe zurück.

## Rezeption
Der Ex-Ersguterjunge-Rapper Baba Saad bezeichnete das Lied als „sehr gut“. Ebenso äußerten sich DCVDNS, Kns Tha Engineer und Nicone positiv über das Lied.
Auf dem im Februar 2015 veröffentlichten Kollabo-Album #hmlr von Blumentopf und Texta greift der Rapper Schu den Titel in seinen Lyrics auf, um Rechtsextremismus und Gewalt zu verurteilen: „Zu viele stabile Deutsche und gefährliche Schläger – heben ihren rechten Arm. Wir … wir heben die Gläser.“

## Chartplatzierungen
Stabiler Deutscher erreichte Rang 82 der deutschen Singlecharts und verließ die Top 100 in der folgenden Woche.
| ChartsChartplatzierungen | Höchstplatzierung | Wochen |
| ------------------------ | ----------------- | ------ |
| Deutschland (GfK)        | 82 (1 Wo.)        | 1      |